# Repórter Record Investigação
Repórter Record Investigação (anteriormente Repórter Record) é um programa jornalístico semanal brasileiro, produzido e exibido pela RecordTV e apresentado inicialmente pelo jornalista Celso Freitas. É exibido nas noites de quinta-feira a partir das 22h30. Apresenta reportagens investigativas, mostrando operações policiais e dedicando-se a fazer uma abordagem mais aprofundada sobre assuntos que eram de interesse dos telespectadores. Foi extinto da grade de programação da emissora em 1º de julho de 2016. A partir de 2017, passou a ser reprisado na grade da emissora. Em 23 de julho de 2020, volta a exibir episódios inéditos lançando uma nova identidade visual, sendo exibido nas quintas-feiras às 22h30.

## História
Entre os anos de 1995 e 1996, o título serviu para designar um telejornal exibido pela emissora no horário do meio-dia, apresentado por Carlos Oliveira.

### Anos 1990
Apresentado inicialmente por Goulart de Andrade, era uma parceria entre a produtora Goulart de Andrade e a Rede Record. Depois da saída de Goulart de Andrade, o comando do programa foi passado a Rodolpho Gamberini.

### Anos 2000
Com Celso Freitas no comando do programa, a situação se modificou, o jornalístico passou a ser exibido à segundas-feiras, batendo de frente com o programa de Hebe Camargo, que desde sempre era vice-líder no SBT. O Repórter Record se consolidou na vice-liderança da audiência.
Passou ser exibido aos domingos, logo após o Domingo Espetacular, às 22h15, passando logo em seguida a ser exibido às 20h45, devido à estreia do reality show A Fazenda. Porém, com a estreia do Programa do Gugu, passou a ser exibido às segundas-feiras logo após a novela Ribeirão do Tempo.

### 2009
Em 2009, cedeu seu horário para a primeira série brasileira realizada pela emissora: A Lei e o Crime. O programa foi reformulado e teve o dia de sua exibição e o apresentador alterados. O apresentador passou a ser o repórter Roberto Cabrini e o jornalístico voltou a ser exibido aos domingos, logo após o semanal Domingo Espetacular. O formato investigativo do Repórter Record estreou no dia 19 de abril de 2009. Com a estreia do reality show A Fazenda, o jornalístico passou a ser exibido às 20h45. Com a estreia do Programa do Gugu, passou para as segundas-feiras às 23h15, após Bela, a Feia.

### 2010
No dia 5 de julho, a Rede Record confirma o fim do programa.

### 2011
No dia 27 de maio, os diretores da Rede Record decidiram que o programa voltaria a ser exibido no dia 5 de junho, um domingo, às 23h10, com a apresentação do jornalista Marcelo Rezende, logo após o Domingo Espetacular. O programa reestreou mostrando grandes operações policiais e o telespectador viu todos os flagrantes e situações de risco que a equipe do programa enfrentou.
Ao final do programa A Fazenda do dia 14 de agosto, também um domingo, o apresentador Britto Jr. anunciou que a partir do dia 21 de agosto, o reality passaria a ser exibido logo após o Domingo Espetacular, no horário do Repórter Record. Com isso, o jornalístico apresentado por Marcelo Rezende não foi exibido durante aquela semana, voltando na semana seguinte, desta vez às sexta-feiras (a partir de 26 de agosto) no horário do Câmera Record (que entrou em recesso e voltou no mês de outubro, conforme a imprensa noticiou). Mas o Repórter Record mudou, com isso, o tema. De reportagens investigativas, mostrando as operações policiais, passou para a pauta tema que o Câmera Record abordava: curiosidades, viagens, serviço, finanças e locais nunca antes vistos na TV. Ou seja, para o telespectador mudou apenas o nome do programa de sextas-feiras, o apresentador e o cenário onde o mesmo apresenta.

### 2012
No dia 18 de novembro foi exibido o último Repórter Record que foi substituído pelo Câmera em Ação ao final das noites de domingo. A equipe do Repórter Record, incluindo o repórter Marcelo Rezende, que também apresentava o diário Cidade Alerta, foi remanejada para o Domingo Espetacular e lá produziria reportagens do mesmo estilo do Repórter Record.

### 2014
Em janeiro de 2014, a Rede Record anunciou a contratação de Domingos Meirelles para comandar a nova fase do jornalístico, substituindo Marcelo Rezende. Ele já o havia substituído no Linha Direta, da Rede Globo. A nova fase intitulada Repórter Record Investigação começou a ser exibida no dia 28 de abril de 2014.

### 2015
No dia 17 de agosto, o programa passa a ser exibido em novo horário, a 00:15, depois do programa da Xuxa.

### 2016
Em 1º de julho de 2016, a Record decidiu encerrar o Repórter Record Investigação. Com isso, vários profissionais foram demitidos, incluindo os jornalistas Ogg Ibrahim e Josmar Jozino. Em dezembro do mesmo ano o contrato de Domingos Meirelles com a Record chega ao fim e o experiente jornalista deixa a emissora depois de dois anos.

### 2018
Em novembro de 2018, a emissora anuncia retorno da produção inédita, após dois anos de reprises.

### 2020
O programa volta a grade da RecordTV totalmente reformulado em 23 de julho de 2020 e tendo a apresentação de Adriana Araújo, que também passa a produzir algumas matérias de sua própria autoria, sendo exibido nas quintas-feiras às 22h30, substituindo Em Nome da Justiça. Também lançou uma nova identidade visual.

### 2021
Em 19 de março, com a saída de Adriana Araújo após a apresentadora não renovar seu contrato com a emissora, é anunciado que Roberto Cabrini, que já apresentou o programa em 2009, passará a ocupar seu lugar.

### 2022
A RecordTV anuncia que Roberto Cabrini, convocado às pressas para assumir o comando do jornalístico após a saída de Adriana Araújo, não permanecerá na atração em sua nova temporada, com estreia confirmada para a noite de 6 de janeiro. A partir de então, o formato de reportagens especiais estará sob a responsabilidade de Luiz Fara Monteiro, que atua também como repórter especial em Brasília, além de comandar eventualmente o Jornal da Record. Monteiro havia sido correspondente internacional da Record TV na África do Sul. 

## Denúncias contra Rede Globo
Da mesma forma que em 2004 o programa falou sobre o empréstimo do BNDES para saldar as dívidas das Organizações Globo, durante o mês de agosto de 2009 o programa foi utilizado para realizar denúncias contra a Rede Globo por conta das acusações de que a emissora carioca fez em relação ao bispo Edir Macedo durante o Jornal Nacional. O programa também transmitiu trechos de Muito Além do Cidadão Kane, que apresenta irregularidades na compra de estações e benefícios provindos da ditadura.

## Apresentadores
- Carlos Oliveira (1995-1996)
- Goulart de Andrade (1996-2001)
- Rodolpho Gamberini  (2001-2004)
- Celso Freitas (2004-2008)
- Roberto Cabrini (2009, 2021 e 2023-2025)
- Marcos Hummel (2009-2010)
- Marcelo Rezende (2011-2012)
- Domingos Meirelles (2014-2016)
- Adriana Araújo (2020-2021)
- Luiz Fara Monteiro (2022)